# 탕자원
탕자원(중국어: 唐嘉雯, 병음: Tang Jiawen, 한자음: 당가문, 2004년 2월 18일 ~ )은 중화인민공화국의 바둑 기사이다. 상하이시 출신으로 중국기원 소속의 6단이다. 오청원배 준우승, "중국·톈타이산 스포츠 복권 배" 전국 여자 바둑 오픈 대회에서 우승했다.

## 경력
상하이시에서 태어났다. 4세 때 이웃 바둑 교실에서 바둑 공부를 시작했다. 6세 때 상하이 칭이(清一) 바둑 도장에서 공부하고 세계 아마추어 대회 우승자 후위칭과 류이이 사범으로부터 지도를 받는다. 상하이 기계에서 포스트 2000년대 바둑 기사로서 왕싱하오와 함께 '금동옥녀(金童玉女)'라고 불렸다.
2017년 입단하여 2018년 2단으로 승단했다. 2019년 전국 개인전 4위를 기록했고, 전국 마인드 스포츠 대회 여자 바둑 결승에서 위즈잉을 꺾고 우승했다. 2020년 3단으로 승단했고 여자 갑조 리그 출전했다. 2021년 4단으로 승단했고  오청원배 세계여자바둑대회에 참가헸다. 2022년 마교배 신인왕전 8강에 진출했으며 2023년 5단으로 승단했고 전국 여자 바둑 오픈에서 7전 전승으로 우승을 차지했다.